# جوائز الدوري الألماني
تُمنح جوائز الدوري الألماني كل عام لأفضل لاعبي كرة القدم في الدوري الألماني.

## النظام
يتم تحديد جوائز أفضل لاعب في الدوري الألماني للموسم، وأفضل لاعب صاعد للموسم، وأفضل لعب نظيف للموسم، وأفضل فريق للموسم من خلال تصويت المشجعين (40%) والأندية (30%) والخبراء (30%).

## الفئات الرئيسية
| الموسم  | أفضل لاعب في الموسم               | أفضل لاعب صاعد                       | أفضل هدف في الموسم                      | أفضل تصدي في الموسم            | مرجع                 |
| ------- | --------------------------------- | ------------------------------------ | --------------------------------------- | ------------------------------ | -------------------- |
| 2016–17 | —                                 | عثمان ديمبيلي (بوروسيا دورتموند)     | نبيل بن طالب (شالكه 04)                 | —                              | [ 3 ] [ 4 ]          |
| 2017–18 | —                                 | أمين حارث (شالكه 04)                 | يوناس هكتور (كولن)                      | بيرند لينو (باير 04 ليفركوزن)  | [ 5 ] [ 6 ] [ 7 ]    |
| 2018–19 | —                                 | أوزان كاباك (شتوتغارت)               | فرانك ريبيري (بايرن ميونخ)              | رومان بوركي (بوروسيا دورتموند) | [ 8 ] [ 9 ] [ 10 ]   |
| 2019–20 | روبرت ليفاندوفسكي (بايرن ميونخ)   | ألفونسو ديفيز (بايرن ميونخ)          | إمري تشان (بوروسيا دورتموند)            | —                              | [ 11 ] [ 12 ] [ 13 ] |
| 2020–21 | إيرلينغ هالاند (بوروسيا دورتموند) | سيلاس كاتومبا مفومبا (شتوتغارت)      | فالينتينو لازارو (بوروسيا مونشنغلادباخ) | —                              | [ 14 ] [ 15 ] [ 16 ] |
| 2021–22 | كريستوفر نكونكو (آر بي لايبزيغ)   | جيسبر ليندستروم (آينتراخت فرانكفورت) | غيرريت هولتمان (بوخوم)                  | —                              | [ 17 ] [ 18 ] [ 19 ] |
| 2022–23 | جود بيلينغهام (بوروسيا دورتموند)  | كريم أديمي (بوروسيا دورتموند)        | ماتيس دي ليخت (بايرن ميونخ)             | —                              | [ 20 ] [ 21 ] [ 22 ] |
| 2023–24 | فلوريان فيرتز (باير 04 ليفركوزن)  | فيكتور بونيفاس (باير 04 ليفركوزن)    | هاري كين (بايرن ميونخ)                  | —                              | [ 23 ] [ 24 ] [ 25 ] |
| 2024–25 | هاري كين (بايرن ميونخ)            | مايكل أوليز (بايرن ميونخ)            | ليوبولد كويرفيلد (يونيون برلين)         | —                              | [ 26 ] [ 27 ] [ 28 ] |

## أفضل لعب نظيف
| الموسم  | الفائز                     | السبب | مرجع   |
| ------- | -------------------------- | --- | ------ |
| 2021–22 | فينتشينزو غريفو (فرايبورغ) | اعترف بأنه لم يتعرض لخطأ وطلب من الحكم إلغاء قرار احتساب ركلة جزاء لفريقه.                                       | [ 2 ]  |
| 2022–23 | يونيون برلين               | إيقاف الاحتفال بالهدف لطلب المساعدة الطبية لمصور على جانب الملعب أصيب أثناء محاولته التقاط صورة لهم وانزلق فجأة. | [ 29 ] |
| 2023–24 | تيمو بيكر (هولشتاين كيل)   | أكد لمنافسه عدم تعرضه لخطأ بعد سقوطه على الأرض، بعد الصراع الجوي في منطقة الجزاء.                                | [ 30 ] |

## فريق الموسم

### الفائزون
فاز اللاعبون المميزون بالخط الغليظ بجائزة أفضل لاعب في الدوري الألماني في ذلك الموسم.
| الموسم  | الحارس (النادي)                   | المدافعون (النادي) | لاعبو الوسط (النادي) | المهاجمون (النادي)                                                                                             | المدرب (النادي)               |
| ------- | --------------------------------- | --- | --- | --- | ----------------------------- |
| 2012–13 | مانويل نوير (بايرن ميونخ)         | دافيد ألابا (بايرن ميونخ) دانتي بونفيم (بايرن ميونخ) ماتس هوملز (بوروسيا دورتموند) أتسوتو أوتشيدا (شالكه 04)                  | باستيان شفاينشتايغر (بايرن ميونخ) ماريو غوتزه (بوروسيا دورتموند) إيلكاي غوندوغان (بوروسيا دورتموند)                            | خوان أرانغو (بوروسيا مونشنغلادباخ) روبرت ليفاندوفسكي (بوروسيا دورتموند) ياكوب بواشتشيكوفسكي (بوروسيا دورتموند) | —                             |
| 2013–14 | مانويل نوير (بايرن ميونخ)         | دافيد ألابا (بايرن ميونخ) سوكراتيس باباستاثوبولوس (بوروسيا دورتموند) ماتس هوملز (بوروسيا دورتموند) أتسوتو أوتشيدا (شالكه 04)  | نوري شاهين (بوروسيا دورتموند) آريين روبن (بايرن ميونخ) فيليب لام (بايرن ميونخ)                                                 | ماركو رويس (بوروسيا دورتموند) روبرت ليفاندوفسكي (بوروسيا دورتموند) فرانك ريبيري (بايرن ميونخ)                  | —                             |
| 2014–15 | مانويل نوير (بايرن ميونخ)         | ريكاردو رودريغيز (فولفسبورغ) نالدو (فولفسبورغ) جيروم بواتينغ (بايرن ميونخ) فييرينيا (فولفسبورغ)                               | دافيد ألابا (بايرن ميونخ) كيفن دي بروين (فولفسبورغ) تشابي ألونسو (بايرن ميونخ)                                                 | آريين روبن (بايرن ميونخ) روبرت ليفاندوفسكي (بايرن ميونخ) ماركو رويس (بوروسيا دورتموند)                         | —                             |
| 2015–16 | مانويل نوير (بايرن ميونخ)         | دافيد ألابا (بايرن ميونخ) ماتس هوملز (بوروسيا دورتموند) جيروم بواتينغ (بايرن ميونخ) لوكاس بيتشيك (بوروسيا دورتموند)           | ماركو رويس (بوروسيا دورتموند) أرتورو فيدال (بايرن ميونخ) شينجي كاغاوا (بوروسيا دورتموند) هنريخ مخيتاريان (بوروسيا دورتموند)    | تشيشاريتو (باير 04 ليفركوزن) روبرت ليفاندوفسكي (بايرن ميونخ)                                                   | توماس توخل (بوروسيا دورتموند) |
| 2016–17 | مانويل نوير (بايرن ميونخ)         | سياد كولاشيناتس (شالكه 04) ماتس هوملز (بايرن ميونخ) نيكلاس زوله (هوفنهايم) لوكاس بيتشيك (بوروسيا دورتموند)                    | ايميل فورسبيرغ (آر بي لايبزيغ) تياغو ألكانتارا (بايرن ميونخ) نابي كيتا (آر بي لايبزيغ) عثمان ديمبيلي (بوروسيا دورتموند)        | بيير إيميريك أوباميانغ (بوروسيا دورتموند) روبرت ليفاندوفسكي (بايرن ميونخ)                                      | —                             |
| 2017–18 | لوكاس راديكي (آينتراخت فرانكفورت) | ويندل ناسيمنتو بورجيس (باير 04 ليفركوزن) ماتس هوملز (بايرن ميونخ) نالدو (شالكه 04) يوزوا كيميش (بايرن ميونخ)                  | ليون بايلي (باير 04 ليفركوزن) ليون غوريتسكا (شالكه 04) خاميس رودريغيز (بايرن ميونخ) توماس مولر (بايرن ميونخ)                   | ميتشي باتشوايي (بوروسيا دورتموند) روبرت ليفاندوفسكي (بايرن ميونخ)                                              | —                             |
| 2018–19 | كيفن تراب (آينتراخت فرانكفورت)    | داني دا كوستا (آينتراخت فرانكفورت) مارسيل هالستنبيرغ (آر بي لايبزيغ) يوزوا كيميش (بايرن ميونخ)                                | فيليب كوستيتش (آينتراخت فرانكفورت) ماركو رويس (بوروسيا دورتموند) كاي هافيرتس (باير 04 ليفركوزن) جيدون سانشو (بوروسيا دورتموند) | لوكا يوفيتش (آينتراخت فرانكفورت) روبرت ليفاندوفسكي (بايرن ميونخ) يوليان براندت (باير 04 ليفركوزن)              | —                             |
| 2019–20 | لم تُمنح                           | لم تُمنح | لم تُمنح | لم تُمنح | لم تُمنح                       |
| 2020–21 | مانويل نوير (بايرن ميونخ)         | ألفونسو ديفيز (بايرن ميونخ) أنجيلينو (آر بي لايبزيغ) ماتس هوملز (بوروسيا دورتموند) بوت باكو (فولفسبورغ)                       | ليون غوريتسكا (بايرن ميونخ) توماس مولر (بايرن ميونخ) يوزوا كيميش (بايرن ميونخ)                                                 | أندريه سيلفا (آينتراخت فرانكفورت) روبرت ليفاندوفسكي (بايرن ميونخ) إيرلينغ هالاند (بوروسيا دورتموند)            | —                             |
| 2021–22 | مانويل نوير (بايرن ميونخ)         | ألفونسو ديفيز (بايرن ميونخ) إيفان نديكا (آينتراخت فرانكفورت) نيكو شلوتربيك (فرايبورغ) ديفيد راوم (هوفنهايم)                   | جود بيلينغهام (بوروسيا دورتموند) فلوريان فيرتز (باير 04 ليفركوزن) يوزوا كيميش (بايرن ميونخ)                                    | إيرلينغ هالاند (بوروسيا دورتموند) روبرت ليفاندوفسكي (بايرن ميونخ) كريستوفر نكونكو (آر بي لايبزيغ)              | —                             |
| 2022–23 | جريجور كوبل (بوروسيا دورتموند)    | ألفونسو ديفيز (بايرن ميونخ) ماتيس دي ليخت (بايرن ميونخ) نيكو شلوتربيك (بوروسيا دورتموند) جيريمي فريمبونغ (باير 04 ليفركوزن)   | جود بيلينغهام (بوروسيا دورتموند) جمال موسيالا (بايرن ميونخ) يوليان براندت (بوروسيا دورتموند)                                   | راندال كولو مواني (آينتراخت فرانكفورت) نيكلاس فولكروغ (فيردر بريمن) موسى ديابي (باير 04 ليفركوزن)              | —                             |
| 2023–24 | جريجور كوبل (بوروسيا دورتموند)    | أليكس غريمالدو (باير 04 ليفركوزن) والديمار أنتون (شتوتغارت) يوناتان تاه (باير 04 ليفركوزن) جيريمي فريمبونغ (باير 04 ليفركوزن) | فلوريان فيرتز (باير 04 ليفركوزن) غرانيت تشاكا (باير 04 ليفركوزن) جمال موسيالا (بايرن ميونخ)                                    | فيكتور بونيفاس (باير 04 ليفركوزن) هاري كين (بايرن ميونخ) سيرهو جيراسي (شتوتغارت)                               | —                             |
| 2024–25 | روبين زينتير (ماينز)              | يوناتان تاه (باير 04 ليفركوزن) دايوت أوباميكانو (بايرن ميونخ) نيكو شلوتربيك (بوروسيا دورتموند) ألفونسو ديفيز (بايرن ميونخ)    | فلوريان فيرتز (باير 04 ليفركوزن) جمال موسيالا (بايرن ميونخ) مايكل أوليز (بايرن ميونخ)                                          | هوغو إيكيتيكي (آينتراخت فرانكفورت) هاري كين (بايرن ميونخ) سيرهو جيراسي (بوروسيا دورتموند)                      | —                             |

### فائزون متعددون
| الرتبة | اللاعب            | الظهور | النادي                        |
| ------ | ----------------- | ------ | ----------------------------- |
| 1      | روبرت ليفاندوفسكي | 9      | بوروسيا دورتموند، بايرن ميونخ |
| 2      | مانويل نوير       | 7      | بايرن ميونخ                   |
| 3      | ماتس هوملز        | 6      | بوروسيا دورتموند، بايرن ميونخ |
| 4      | دافيد ألابا       | 4      | بايرن ميونخ                   |
| 4      | يوزوا كيميش       | 4      | بايرن ميونخ                   |
| 4      | ماركو رويس        | 4      | بوروسيا دورتموند              |
| 4      | ألفونسو ديفيز     | 4      | بايرن ميونخ                   |
| 8      | جمال موسيالا      | 3      | بايرن ميونخ                   |
| 8      | فلوريان فيرتز     | 3      | باير 04 ليفركوزن              |
| 8      | نيكو شلوتربيك     | 3      | هوفنهايم, بوروسيا دورتموند    |